# USS Ingersoll (DD-652)
USS Ingersoll (DD-652) là một tàu khu trục lớp Fletcher được Hải quân Hoa Kỳ chế tạo trong Chiến tranh Thế giới thứ hai. Nó là chiếc tàu chiến đầu tiên của Hải quân Mỹ được đặt cái tên này, theo tên của cả Chuẩn đô đốc Royal R. Ingersoll (1847–1931), Trưởng phòng Tác chiến Hạm đội Đại Tây Dương trong Chiến tranh Thế giới thứ nhất, lẫn cháu nội ông, Trung úy Hải quân Royal R. Ingersoll II (1913–1942), người tử trận trong Trận Midway. Nó hoạt động cho đến hết Thế Chiến II, ngừng hoạt động một thời gian ngắn rồi lại tiếp tục phục vụ trong Chiến tranh Triều Tiên và Chiến tranh Việt Nam, cho đến khi xuất biên chế năm 1970 và bị đánh chìm như một mục tiêu năm 1974.

## Thiết kế và chế tạo
Ingersoll được đặt lườn tại xưởng tàu của hãng Bath Iron Works Corp. ở Bath, Maine vào ngày 18 tháng 2 năm 1943. Nó được hạ thủy vào ngày 28 tháng 6 năm 1943; được đồng đỡ đầu bởi cô Alice Jean Ingersoll, cháu nội đô đốc Ingersoll, và bà R. R. Ingersoll II, vợ góa Trung úy Ingersoll; và nhập biên chế tại Xưởng hải quân Boston vào ngày 31 tháng 8 năm 1943 dưới quyền chỉ huy của Hạm trưởng, Trung tá Hải quân A. C. Veasy.

## Lịch sử hoạt động

### Thế Chiến II

#### 1943
Ingersoll tiến hành chạy thử máy và huấn luyện ngoài khơi Bermuda trong tháng 9 và tháng 10 năm 1943 trước khi quay trở lại Boston, Massachusetts, nơi nó đón lên tàu Đô đốc Royal E. Ingersoll, con trai của vị Chuẩn đô đốc và là cha của Trung úy được đặt tên cho con tàu, vốn đương nhiệm Tư lệnh Hạm đội Đại Tây Dương, để duyệt binh hạm đội vào ngày 10 tháng 11 năm 1943. Con tàu lên đường đi sang Mặt trận Thái Bình Dương vào ngày 29 tháng 11, và sau các chặng dừng tại kênh đào Panama và San Diego, đã đi đến Trân Châu Cảng vào ngày 21 tháng 12. Nó gia nhập Lực lượng Đặc nhiệm 58 tại đây để tham gia Chiến dịch quần đảo Marshall.

#### 1944

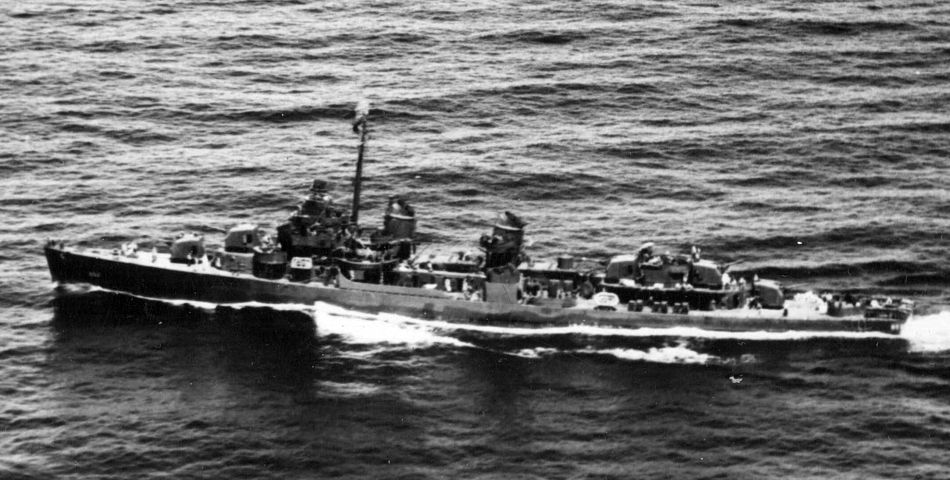
Ingersoll hoạt động tại quần đảo Marshall, 27 tháng 1 năm 1944.

Ingersoll lên đường vào ngày 16 tháng 1 năm 1944 cùng Lực lượng Bắn phá phía Nam, và bắt đầu bắn phá chuẩn bị lên Kwajalein vào ngày 30 tháng 1. Cuộc đổ bộ chính diễn ra vào ngày hôm sau, và chiếc tàu khu trục đã trực chiến ngoài khơi để bắn pháo hỗ trợ. Nó rút lui về Majuro vào ngày 5 tháng 2, rồi lại lên đường vào ngày 16 tháng 2 để hộ tống lực lượng tàu sân bay nhanh trong Chiến dịch Hailstone, cuộc không kích lên Truk trong các ngày 17 và 18 tháng 2. Sau các đợt không kích khác xuống quần đảo Mariana, nó cùng các tàu sân bay rút lui về Majuro vào ngày 26 tháng 2. Nó lên đường đi Espiritu Santo, New Hebrides vào ngày 7 tháng 3, nhưng nhanh chóng quay trở lại để gia nhập Lực lượng Đặc nhiệm 58 cho cuộc không kích của tàu sân bay xuống quần đảo Palau và Hollandia. Trong những tháng tiếp theo, nó đã hai lần bắn phá bờ biển Pohnpei bằng hải pháo, và tiếp tục hỗ trợ hoạt động không kích xuống Palau trong quá trình tấn công của lực lượng Đồng Minh.
Ingersoll tham gia đợt bắn phá chuẩn bị trong Trận Peleliu vào ngày 7 tháng 9, rồi gia nhập Lực lượng Đặc nhiệm 38 vào đầu tháng 10. Hạm đội được tập trung về phía Tây quần đảo Mariana vào ngày 7 tháng 10 cho chiến dịch không kích tiếp theo lên Okinawa và Philippines. Lực lượng tiến đến mục tiêu chính là Đài Loan nhằm vô hiệu hóa các căn cứ không quân trên hòn đảo này, và trong quá trình không kích kéo dài ba ngày, hỏa lực phòng không của chiếc tàu khu trục đã hợp cùng lực lượng tuần tra chiến đấu trên không đánh trả các cuộc không kích mà đối phương nhắm vào hạm đội. Lực lượng đặc nhiệm sau đó quay mũi về phía Nam, tiếp tục không kích các mục tiêu tại Philippines.
Vào cuối tháng 10, nhằm đối phó lại cuộc đổ bộ của Đồng Minh nhằm tái chiếm Philippines tại vịnh Leyte, Hạm đội Liên hợp Nhật Bản tung ra cuộc phản công gồm ba mũi gọng kìm trong một trận chiến mang tính quyết định. Trong trận Hải chiến vịnh Leyte diễn ra sau đó, có sự tham gia của Ingersoll cùng đội của nó, Đô đốc William Halsey Jr. cho tách ra một phần lực lượng Đệ Tam hạm đội dưới quyền để ngăn chặn Lực lượng Trung tâm Nhật Bản rút lui sau Trận chiến ngoài khơi Samar vào ngày 25 tháng 10. Chiếc tàu khu trục tham gia cùng đội đặc nhiệm dưới quyền Chuẩn đô đốc Laurence T. DuBose để truy đuổi phần còn lại của hạm đội Nhật Bản đang rút; nó phóng ngư lôi ở tầm cực xa để tấn công, nhưng lực lượng không giáp mặt với các tàu chiến hạng nặng đối phương còn lại.

#### 1945
Ingersoll quay trở về Ulithi để nghỉ ngơi và đại tu, trước khi lại lên đường vào tháng 1 năm 1945 cùng lực lượng tàu sân bay nhanh cho các cuộc không kích xuống Đài Loan, Philippines và bờ biển phía Nam Trung Quốc. Đợt không kích diễn ra từ ngày 3 đến ngày 9 tháng 1 nhằm hỗ trợ cho cuộc đổ bộ lên vịnh Lingayen. Lực lượng đặc nhiệm tàu sân bay sau đó hoạt động trong Biển Đông, không kích xuống Đông Dương thuộc Pháp, đảo Hải Nam và bờ biển Trung Quốc, kết thúc vào ngày 20 tháng 1. Chiếc tàu khu trục được cho tách ra vào ngày 1 tháng 2 để lên đường đi Trân Châu Cảng, đến nơi vào ngày 7 tháng 2; và sau thực hành huấn luyện đã lên đường đi San Pedro, California vào ngày 15 tháng 2.
Sau khi sửa chữa những hư hại trong chiến đấu và luân phiên thủy thủ đoàn, Ingersoll lên đường đi Trân Châu Cảng vào ngày 18 tháng 4, và sau khi thực hành huấn luyện lại tiếp tục đi Ulithi vào ngày 2 tháng 5. Từ căn cứ tập trung này, con tàu tham gia Trận Okinawa, phục vụ như tàu tuần tra và hộ tống. Đang khi ngoài khơi Okinawa vào ngày 24 tháng 5, nó đụng độ với một xuồng tấn công cảm tử đối phương, rồi sang ngày hôm sau đã bắn rơi hai máy bay trong một đợt không kích. Thêm hai máy bay khác bị bắn rơi vào ngày 28 tháng 5, và nó tiếp tục nhiệm vụ hộ tống và tuần tra cho đến tháng 6.
Sau khi Okinawa được bình định, Ingersoll gia nhập trở lại Lực lượng Đặc nhiệm 38 vào ngày 1 tháng 7, và tham gia các chiến dịch không kích cuối cùng lên các đảo chính quốc Nhật Bản trong vai trò tàu hộ tống và hỗ trợ. Chiếc tàu khu trục cũng trực tiếp tham gia bắn phá nhà máy thép tại Kamaishi vào ngày 15 tháng 7, trong thành phần một lực lượng thiết giáp hạm, tàu tuần dương và tàu khu trục. Đây là hoạt động tác chiến của tàu nổi Đồng Minh trực tiếp xuống chính quốc Nhật Bản trong chiến tranh.
Sau khi Nhật Bản đầu hàng kết thúc cuộc xung đột vào ngày 15 tháng 8, Ingersoll trợ giúp vào hoạt động chiếm đóng Nhật Bản; và đã có mặt trong vịnh Tokyo để chứng kiến nghi thức ký kết văn kiện đầu hàng trên thiết giáp hạm Missouri (BB-63) vào ngày 2 tháng 9. Con tàu ở lại vùng biển Nhật Bản để giúp vào việc giải giới quân đội Nhật, cho đến khi nó lên đường vào ngày 5 tháng 12 để quay trở về Hoa Kỳ, đi ngang qua San Diego và kênh đào Panama để về đến Boston, Massachusetts vào ngày 17 tháng 1 năm 1946. Nó được chuyển đến Charleston, South Carolina vào ngày 4 tháng 4, và được cho xuất biên chế tại đây vào ngày 19 tháng 7 năm 1946, được đưa về Hạm đội Dự bị Đại Tây Dương.

### Chiến tranh lạnh
Ingersoll được cho nhập biên chế trở lại tại Charleston vào ngày 4 tháng 5 năm 1951, do yêu cầu phải tăng cường lực lượng hải quân nhằm đối phó các mối đe dọa mới do cuộc Chiến tranh Triều Tiên nổ ra. Nó hoạt động dọc theo bờ biển Đại Tây Dương và vùng biển Caribe, cho đến khi lên đường đi sang Địa Trung Hải vào ngày 26 tháng 8 năm 1952, tham gia các hoạt động của Đệ Lục hạm đội tại đây, cho đến khi quay trở về Newport, Rhode Island vào ngày 10 tháng 2 năm 1953.
Ingersoll tiếp nối các hoạt động tại chỗ cho đến khi nó rời Newport đi Viễn Đông vào ngày 10 tháng 8. Đi ngang qua kênh đào Panama, San Diego và Trân Châu Cảng, nó đi đến Yokosuka, Nhật Bản vào ngày 14 tháng 9, bắt đầu hoạt động cùng Lực lượng Đặc nhiệm 77 ngoài khơi Triều Tiên. Nó đã hoạt động tuần tra giám sát việc ngừng bắn trước khi di chuyển đến khu vực Đài Loan vào tháng 11 và tháng 12, tiếp tục đi đến Singapore rồi đi sang phía Tây để băng qua kênh đào Suez vào ngày 13 tháng 2 năm 1954. Sau khi ghé qua nhiều cảng tại Địa Trung Hải, nó hoàn tất chuyến đi vòng quanh thế giới khi về đến Fall River, Massachusetts vào ngày 18 tháng 3.
Sau khi sửa chữa và huấn luyện, Ingersoll lên đường vào ngày 30 tháng 11 năm 1954 để đi sang khu vực Thái Bình Dương, đi đến San Diego vào ngày 15 tháng 12 và tiếp tục hành trình vào ngày 4 tháng 1 năm 1955. Nó gia nhập cùng lực lượng Đệ Thất hạm đội và tham gia cuộc triệt thoái lực lượng Trung Hoa dân quốc khỏi quần đảo Đại Trần, Chiết Giang, Trung Quốc, vốn đe dọa gây nên xung đột giữa Đài Loan và Trung Cộng. Nó tham gia các cuộc cơ động hạm đội và tuần tra ngoài khơi Đài Loan trong tháng 3 và tháng 4, giúp huấn luyện thủy thủ Hải quân Trung Hoa dân quốc trước khi quay trở về San Diego vào ngày 19 tháng 6.
Ingersoll quay trở lại nhận nhiệm vụ cùng Đệ Thất hạm đội từ tháng 1 đến tháng 4 năm 1956, và sau khi quay trở về San Diego vào ngày 26 tháng 4 đã tham gia các hoạt động huấn luyện cho đến tháng 8. Từ ngày 27 tháng 8 đến ngày 8 tháng 12, con tàu được bảo trì trong Xưởng hải quân San Francisco, nơi nó được trang bị hệ thống điều khiển hỏa lực dưới nước mới. Sau khi hoàn tất chạy thử máy và huấn luyện chống tàu ngầ, nó lại lên đường vào ngày 16 tháng 4 năm 1957 để đi sang Tây Thái Bình Dương. Trong chuyến đi này, nó ghé qua Melbourne, Australia và quần đảo Fiji, tham gia các cuộc tập trận hạm đội tại Guam và Philippines. Sang tháng 8, nó đi đến Đài Loan để tuần tra tại eo biển Đài Loan, giúp duy trì hòa bình và ổn định tại vùng biển này. Sau một đợt hoạt động cùng các tàu sân bay, nó lên đường quay trở về nhà, về đến San Diego vào ngày 14 tháng 10.
Ingersoll quay trở lại Viễn Đông cùng Đệ Thất hạm đội từ ngày 25 tháng 6 đến ngày 18 tháng 12 năm 1958, rồi sang đầu năm 1959 đã tham gia các hoạt động huấn luyện và sẵn sàng chiến đấu ngoài khơi bờ biển California. Nó lại khởi hành đi sang Tây Thái Bình Dương vào ngày 15 tháng 8 năm 1959, hoạt động thực tập chống tàu ngầm trong phần lớn thời gian lượt bố trí này trước khi quay trở về San Diego vào ngày 1 tháng 2 năm 1960. Nó lên đường cùng một đội tìm-diệt tàu ngầm để đi sang Viễn Đông vào ngày 1 tháng 10 năm 1960, và sau khi huấn luyện tại vùng biển quần đảo Hawaii trong tháng 10 và tháng 11, nó đi sang khu vực Biển Đông hỗ trợ các hoạt động của Hoa Kỳ khi xảy ra các biến động bất ổn tại Lào. Đến tháng 12, nó hộ tống các tàu vận chuyển để đưa một tiểu đoàn quân đổ bộ đến Lào, và ở lại khu vực này cho đến tháng 4 năm 1961, quay trở về cảng nhà vào ngày 2 tháng 5.
Trong thời gian còn lại của năm 1961, Ingersoll hoạt động dọc theo vùng bờ Tây Hoa Kỳ. Nó lên đường vào ngày 6 tháng 1 năm 1962 để làm nhiệm vụ cùng Đệ Thất hạm đội, bao gồm các hoạt động cùng tàu sân bay Hancock (CVA-19) ngoài khơi Nam Việt Nam. Nó cũng tham gia tuần tra tại eo biển Đài Loan nhằm đối phó lại mối đe dọa của lực lượng Cộng sản tại đại lục xuống hòn đảo do phe Quốc dân Đảng kiểm soát. Nó quay trở về San Diego vào ngày 18 tháng 7, và hoạt động tại vùng bờ Tây cho đến tháng 10, khi xảy ra vụ Khủng hoảng tên lửa Cuba. Chiếc tàu khu trục lên đường cùng một đội đổ bộ đến khu vực kênh đào Panama nhằm chuẩn bị tăng cường binh lính nếu xảy ra chiến tranh đột ngột. Khi vụ khủng hoảng được dàn xếp qua các thỏa thuận một cách hòa bình, nó tiếp nối các hoạt động động huấn luyện từ San Diego. Con tàu lại đi sang Viễn Đông vào tháng 10 năm 1963, hộ tống cho hoạt động của các tàu sân bay tại biển Hoa Đông và Biển Đông, rồi tiếp nối hoạt động huấn luyện tại San Diego vào mùa Xuân năm 1964.

### Chiến tranh Việt Nam
Ingersoll hoàn tất một đợt đại tu trong ụ tàu vào ngày 5 tháng 2 năm 1965, và được chuẩn bị để phái sang Viễn Đông. Nó khởi hành từ vào ngày 9 tháng 6 để đi đến vùng biển ngoài khơi Nam Việt Nam, và từ ngày 5 tháng 7 bắt đầu các chuyến tuần tra ven biển. Nhiệm vụ chính của nó thuộc Chiến dịch Market Time, tuần tra nhằm ngăn chặn sự vận chuyển binh lính và vũ khí xâm nhập từ Bắc vào Nam, nhưng nó cũng được kêu gọi trong 24 hoạt động bắn phá nhắm vào 116 mục tiêu đối phương dọc bờ biển tại Quảng Ngãi, và ba lượt xâm nhập sâu 12 km (6,5 nmi) dọc theo sông Sài Gòn. Đến ngày 10 tháng 10, nó chuyển sang hoạt động bảo vệ và canh phòng máy bay cho các tàu sân bay, bao gồm Independence (CVA-62) và Midway (CVA-41), cho đến ngày 4 tháng 11, khi nó lên đường quay trở về nhà. Nó về đến San Diego vào ngày 23 tháng 11 cho một đợt đại tu cần thiết, vốn kéo dài cho đến ngày 31 tháng 12.
Ingersoll hoạt động dọc theo vùng bờ Tây cho đến khi nó khởi hành từ San Diego để đi sang Viễn Đông vào ngày 5 tháng 11 năm 1966. Đi đến vùng chiến sự, nó tham gia Chiến dịch Sea Dragon, một hoạt động can thiệp chống tàu bè đối phương xâm nhập, và nhiệm vụ canh phòng máy bay cho tàu sân bay Kitty Hawk (CVA-63). Vào ngày 5 tháng 12, nó đã nổ súng bắn trả một khẩu đội pháo duyên hải của lực lượng Quân đội Nhân dân Việt Nam vốn đã nhắm bắn vào chiếc tàu khu trục, và làm im tiếng khẩu đội pháo đối phương. Nó tiếp tục hoạt động tại vùng chiến sự và khu vực Viễn Đông cho đến khi quay trở về nhà vào mùa Xuân năm 1967.
Ingersoll được phái sang Việt Nam lượt cuối cùng vào năm 1968. Nó tiếp tục hoạt động dọc bờ biển để can thiệp chống lại sự xâm nhập lực lượng và tiếp liệu từ Bắc Việt Nam vào Nam Việt Nam. Con tàu được cho xuất biên chế tại San Dieogo vào ngày 20 tháng 1 năm 1970.
Ingersoll bị đánh chìm như một mục tiêu tại vị trí 33°34′8″B 118°34′7″T / 33,56889°B 118,56861°T vào ngày 19 tháng 5 năm 1974.